# Yuornis junchangi
Yuornis junchangi — вид викопних енанціорнісових птахів, що існував у наприкінці крейди, 72-66 млн років тому. Описаний у 2021 році.

## Скам'янілості
Викопні рештки птаха виявлені у відкладеннях формації Цюпа у провінції Хенань на сході Китаю. Було знайдено майже повний скелет з добре збереженим черепом. На відміну від більшості енанціорнісів, череп Yuornis був абсолютно беззубий і схожий на череп сучасних птахів. Gobipteryx теж не мав зубів, але Yuornis вирізнявся розвиненішою висхідною гілкою верхньощелепної кістки. Yuornis відрізняється майже від усіх інших відомих птахів верхньої крейди тим, що мав плечову кістку з довгим і вузьким дельтопекторальним гребенем. Гребінь займав одну третину довжини стержня. Плечова кістка нагадував Martinavis з верхньої крейди Франції, але не мав добре розвиненого горба для сухожилля згинаючих м'язів.

## Назва
Родова назва Yuornis перекладається як «птах з Хенаня» (Ю (кит.: 豫) — абревіатура провінції Хенань). Назва виду Y. junchangi вшановує китайського палеонтолога Цзюньчана Лю (1965—2018).